# The Very Best of Bonnie Tyler (1981)
The Very Best of Bonnie Tyler es un álbum recopilatorio de la cantante galesa Bonnie Tyler.

## Contenido
Este álbum fue lanzado en 1981, el mismo año de su cuarto álbum de estudio, Goodbye to the Island. Por lo tanto, no contiene nada de su material posterior con Jim Steinman u otros. Lo hace, sin embargo, incluye pistas básicos como «The World Starts Tonight», «It's a Heartache», y «Lost in France», además de 13 pistas adicionales.
El álbum fue lanzado por RCA Alemania y no fue lanzado internacionalmente. El álbum es difícil de encontrar hoy en día fuera de Europa.

## Lista de canciones
Todas las canciones fueron escritas por Ronnie Scott y Steve Wolfe excepto donde se indique lo contrario.
1. Lost in France
2. More Than a Lover
3. Heaven
4. Hey Love [It's a Feelin']
5. It's a Heartache
6. If I Sing You a Love Song
7. Here Am I
8. Louisiana Rain (Tom Petty)
9. What a Way to Treat My Heart
10. My Guns Are Loaded
11. (The World Is Full of) Married Men (Dominic Bugatti, Musker)
12. Goodbye to the Island
13. Sitting on the Edge of the Ocean
14. I Believe in Your Sweet Love
15. I'm Just a Woman
16. We Danced on the Ceiling

Canción 1-2 del álbum de 1977 The World Starts Tonight
Canción 3-7 del álbum de 1978 Natural Force
Canción 8-10 del álbum de 1979 Diamond Cut
Canción 12-16 del álbum de 1981 Goodbye to the Island